# 小行星3616
小行星3616（3616 Glazunov）是一颗绕太阳运转的小行星，为主小行星带小行星。该小行星于1984年5月3日发现。

## 轨道参数
小行星3616的轨道半长轴为2.6021118 UA，离心率为0.122。